# Limclaro
El Limclaro (Limlight en su versión original inglesa) es un río ficticio que forma parte del legendarium creado por el escritor británico J. R. R. Tolkien y que aparece en su novela El Señor de los Anillos. Sobre la traducción de su nombre hay bastante discusión.

## Geografía
El río Limclaro nace en la parte sur de las Montañas Nubladas y atraviesa el norte del bosque de Fangorn para desembocar en el Anduin. Supone la frontera norte del reino de Rohan, en la antigua provincia númenóreana de Calenardhon, y la tierra que lo rodea es descrita por J. R. R. Tolkien como «amable y rica, de pastos incomparables».

## Historia
Rómendacil II, decimonoveno rey de Gondor, fortificó la orilla oeste del río Anduin hasta la desembocadura del Limclaro tras su regreso de la guerra contra los hombres del este en el año 1248 de la Tercera Edad del Sol, con el fin de prevenir los ataques de éstos y mejorar las defensas del reino.
Tras haber ocupado parte del reino de Rhovanion, los balchoth penetraron en Gondor en el 2510 T. E. y expulsaron hacia el norte del río Limclaro a un ejército enviado por el senescal Cirion para hacerles frente; allí, dicho ejército fue atacado y expulsado en esta ocasión hacia el Anduin por una horda de orcos procedente de las Montañas Nubladas. Sólo la intervención de los éothéod, a quienes Cirion había enviados mensajeros para pedirles ayuda, salvó al ejército gondoriano y juntos rechazaron al enemigo de nuevo hacia el Limclaro.